# لص بغداد (فلم 1978)
لص بغداد هو فيلم خيالي عام 1978 من إخراج كلايف دونر وبطولة رودي ماكدويل وكبير بيدي. إنتاج مشترك بريطاني وفرنسي، تم إصدار الفيلم بطريقة مسرحية، باستثناء الولايات المتحدة حيث ظهر لأول مرة على شاشة التلفزيون.

## القصة
بعد وقت قصير من وفاة والده، يقتنع الأمير تاج صقر بالمنافسة على يد أميرة بغداد ياسمين. تعرض لكمين من قبل عملاء وزيره جودور. سرق ختمه الملكي وقتل رجل بريء مكانه. عند وصوله إلى بغداد مرتدياً الخِرَق والجوع، يصادق حسنًا ساحرًا ولصًا.
يسرق تاج وحسن الجلباب المناسب، يقدمان نفسيهما للخليفة، حيث يترك تاج انطباعًا فوريًا على ياسمين. وصل وزير جودور على بساط طائرة لينضم إلى الخاطبين. جودور، الذي يحمل الختم الملكي لتاج، يدعي أنه الملك بعد القتل المزعوم للأمير تاج ؛ يتهم تاج بأنه محتال. يتحدى تاج جودور في مبارزة لكنه يخسر. جودور محمي من الإصابة لأن روحه مخبأة في مكان سري، مما يجعله خالدًا.
الخليفة، الذي يريد تصديق تاج ولكنه مرتبط بالعادات، مجبر على قبول مطالبة جودور. يذكره بريزيده بنبوءة أُعطيت عند ولادة ياسمين مفادها أن زفافها سيحقق ثروة كبيرة. باستخدام هذا ذريعة للتوقف عن الوقت، يرسل الخليفة جميع الخاطبين في مهمة «للعثور على هذا الشيء في كل العالم الذي له أكبر قيمة»، والعودة في ثلاثة أقمار.
حسن، مقتنعًا بصدق تاج بسبب محاولات قتل جودور المتكررة، ينضم إليه في البحث. بريزيده، الذي يتصرف نيابة عن ياسمين (وينجذب إلى حسن) يوجههم إلى مكان يمكنهم فيه سماع معلومات قوة جودور من الرجل المقدس المسافر أبو بكر. يعلمون عن وجود عين كاملة الرؤية ستساعد تاج محل على هزيمة جودور.
يسرقون بساط جودور الطائر، لكن عندما يأمر تاج، «خذني إلى حيث سيذهب قلبي،» السجادة لا تترك جانب ياسمين. يأمر حسن، «بساط، خذنا إلى حيث أذهب». تأخذهم السجادة إلى معبد العين التي ترى كل شيء.
في المعبد، يحذر حارس البوابة من أن تاج يجب ألا يسمح لأي شيء بإغرائه من الطريق وإلا سيتحول إلى حجر. تاج يحتفظ بالشتائم على أبويه، ويقاوم إنقاذ رجل تلتهمه حية. كاد أن يستسلم في فخ حريق، لكنه يرى تمثالًا لشخص فشل من قبل.
على مرأى من المعبد، اجتذب تاج صورة ياسمين وتحول إلى حجر.
يتبع حسن على مضض تاج بمباركة البواب: «علمك بالخداع يقودك مباشرة كالسهم للحقيقة». يقاوم حسن الهتافات المهينة بفكاهة أكثر من تاج، وخوفه يمنعه من التدخل بوهم الثعبان. كادت صناديق الكنوز تنحيه جانبًا، لكن مشهد تمثال تاج يعيد التركيز عليه.
في المعبد، وجد أن العين بعيدة المنال. إن النقش الموجود عند قدميه، «الحقيقة في متناول يدك»، يجعله يدرك أن العين لا تظهر إلا بعيدًا عن متناوله وهي في الواقع في متناول يده. تم استعادة تاج. يستخدم العين لمعرفة رغبة ياسمين. يحاولون العودة إلى بغداد بالسجاد الطائر، لكنهم يتعرضون للهجوم من قبل رجال جودر على الخيول الطائرة. تتقطع السجادة إلى أشلاء. تاج وحسن يسقطان في اتجاهات مختلفة.
جودور يعود بعيون بغداد. يعود الخاطبون الآخرون بهدايا رائعة أخرى، لكن جودور يفضح الهدايا الأخرى على أنها مزيفة. عندما تظهر العين، تستخدمها ياسمين لتحديد مكان تاج وتعلم أنه ضائع في الصحراء.
يكتشف تاج زجاجة في الرمال. فتحه يطلق سراح الجني العملاق الذي يحاول قتله. تاج يخدع الجني ليعيده مرة أخرى إلى الزجاجة. يقدم الجني لتاج ثلاث أمنيات إذا تم إطلاق سراحه. يطلب تاج لم شمله مع حسن، الذي يستريح في واحة مع فتيات الحريم الجميلات.
بعد ذلك يطلب من الجني أن يأخذهم إلى المكان الذي تكمن فيه روح جودور. إنه في بيضة في عش طائر على جانب جبل. بعد أن يجمع تاج الروح، يعيدها الجني إلى بغداد. يقوم جودور بتنويم ياسمين والخليفة بالموافقة على الزفاف، لكن تاج يصل في الوقت المناسب لمنعه.

## طاقم الممثلين
- رودي ماكدويل بدور حسن
- كبير بيدي مثل الأمير تاج
- فرانك فينلاي بدور أبو بكر
- مارينا فلادي في بريزاده
- بافلا أوستينوف بدور الأميرة ياسمين
- دانيال إميلفورك في دور جيني
- إيان هولم بدور حارس البوابة
- تيرينس ستامب بدور وزير جودور
- بيتر أوستينوف كالخليفة
- مارينا سرتيس بدور فتاة الحريم (غير المعتمد)

## الأستقبال
«جوهرة ساحرة. لقد تم الحفاظ على جودة الإعجاب الخيالية والأخلاق البسيطة لإبهار جيل آخر من الشباب. ليس عليك أن تكون طفلاً للاستمتاع بها.» كيفن توماس، مرات لوس انجلوس.
إنها يد متعثرة تغذي نار المخيم هنا. خلف المسرحية المزخرفة والتأثيرات الفخمة لهذه النسخة الجديدة، هناك افتقار تام للقناعة. كان ماكدويل (اللص) ذو النشاط المفرط هو الخلف من قبل المؤيد القديم أوستينوف كخليفة. كبير بيدي، الذي كان في يوم من الأيام «العارض الأعلى أجراً في الهند»، هو نكتة كأمير يرمز إلى تحالف السحر والعضلات. و تيرينس ستامب، بصفته ممثلًا خاملًا لـ الشر المطلق، ينتظر ببساطة الأتباع أو السجاد الطائر للقيام بالعمل القذر.